# Bermejo (rijeka)
Bermejo (špa. Río Bermejo) je rijeka u Južnoj Americi, pritoka rijeke Paragvaj, koja protječe kroz Boliviju, Argentinu i Paragvaj, a duga je oko 1450 km.
Na jeziku plemena Wichi (Mataco) rijeka se naziva Teuco, a jeziku plemena Guaraní Ypitá.
Bermejo izvire u planinskom lancu naziva Sierra de Santa Victoria, u blizina bolivijskog grada Tarija, njene glavne pritoke su rijeke Lipeo, Grande de Tarija, Iruya, i rijeka San Francisco, a ulijeva se u rijeku Paragvaj u blizina grada Pilar u Paragvaju.

## Vanjske poveznice
|  | Zajednički poslužitelj ima još gradiva o temi Bermejo (rijeka) |